# Куньлунь (антарктична станція)
Куньлунь (кит. трад. 崑崙站, спр. 昆仑站, піньїнь: Kūnlún Zhàn, акад. куньлунь чжань) — китайська науково-дослідна станція в Антарктиці. Відкрита 27 січня 2009 року. Одна з чотирьох станцій КНР.

## Загальні відомості
Станція знаходиться на Австралійській антарктичній території за 7,3 км від купола А. Куньлунь, це важливий логістичний центр, з'єднує Купол Ф, станцію «Восток», Купол Ц, станції Чжуншань, Дейвіс і Амундсен-Скотт. 
Куньлунь — найвисокогірніша антарктична станція, вона розташована на висоті 4093 м над рівнем моря. Станція ізольована від решти станцій — дістатися до неї від станції Чжуншань можна за 2—3 тижні. Погодні умови на станції суворі для людини, але сприятливі для проведення астрономічних досліджень: повітря в цій частині Антарктики дуже сухе, що зменшує поглинання електромагнітного випромінювання субміліметрового діапазону довжин хвиль, атмосфера тонка, але стабільна, вітри слабкі, а видимість дуже висока; крім того, будівництво полегшує повна відсутність рельєфу та рослинності..